# Ninsuna

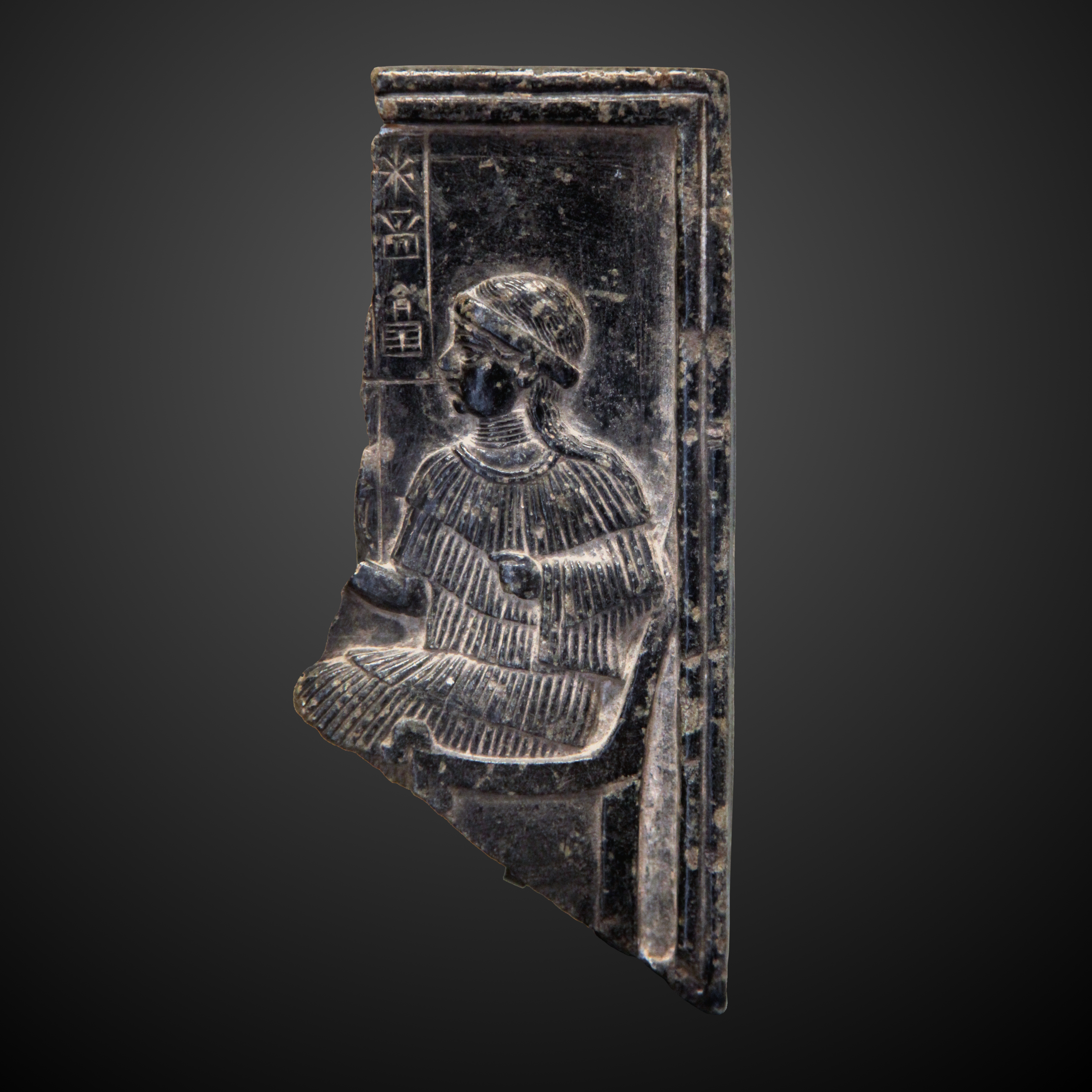
Relevo com uma representação de Ninsuna (Museu do Louvre)

Ninsuna, foi uma deusa da mitologia mesopotâmica. Seu nome significa "Rainha da Vaca Selvagem", estando associada às atividades pastoris. Podia ser representada em forma bovina ou humana.  Na mitologia sumária, Ninsuna foi chamada antigamente  de Nintinuga(Gula) que e conhecida como a deusa da cura pelos babilônicos.
Foi a deusa patrona de Gudeia, governante da cidade de Lagaxe em fins do terceiro milênio a.C. Na Epopeia de Gilgamés, Ninsuna é retratada em forma humana como consorte de Lugalbanda, rei de Uruque, e mãe do herói Gilgamés. No épico, ela tem o poder de ver o futuro e interpretar sonhos, aconselhando seu filho Gilgamés e Enquidu para a viagem em que enfrentam o monstro Humbaba.